# Léon Lippens
 (avril 2023).
Si vous disposez d'ouvrages ou d'articles de référence ou si vous connaissez des sites web de qualité traitant du thème abordé ici, merci de compléter l'article en donnant les références utiles à sa vérifiabilité et en les liant à la section « Notes et références ».
Le comte Léon Lippens, né le 6 septembre 1911 à Beernem et mort le 16 juin 1986 à Knokke-Heist, est un industriel belge, fondateur du parc naturel du Zwin et bourgmestre de la commune de Knokke.

## Biographie
Léon Albert Anne Marie Ghislaine Lippens est le fils de l'ingénieur forestier Raymond Lippens (1875-1964), anobli en 1921, et de Ghislaine de Béthune (1889-1969). Il épouse en 1936 sa cousine au second degré Suzanne Lippens (1903-1985). Il est le gendre de l'homme politique libéral et ministre Maurice August Lippens, qui est anobli en 1936 avec le titre de comte, titre qui passa à Léon Lippens. Il a quatre enfants :
- Mary (1937), mariée avec le peintre Roger Nellens ;
- Elisabeth (1939), mariée avec Ferdinand Herbord Ivar, Prince de Bismarck ;
- Léopold Lippens (1941-2021), bourgmestre de Knokke-Heist ;
- Maurice (1943), ancien président du groupe bancaire Fortis.

Après des études de sciences humaines à l'école abbatiale de Zevenkerken, Lippens obtient un doctorat en droit et part pour le Congo belge pour y gérer une plantation de la famille Lippens. Il étudie la faune dans le parc national Albert à proximité. De retour en Belgique en juillet 1936 pour s'y marier en novembre, il publie plusieurs livres de descriptions d'animaux et de paysages du Congo.
Aux élections municipales d'octobre 1946, Léon Lippens mène une liste intitulée « Intérêts municipaux », rassemblant catholiques et libéraux. Il remporte six des onze sièges et devient bourgmestre. Il est bourgmestre (maire) de Knokke de 1947 à 1966 . En 1966, atteint d'une maladie cardiaque, il décide de démissionner et est remplacé par le docteur Eugène Mattelaer. Il reste membre du conseil municipal jusqu'à la fin de son mandat au début de 1971. Il est à plusieurs reprises candidat malheureux[pourquoi ?] au sénat belge sur une liste du parti social-chrétien (CVP).
Il est directeur de la compagnie immobilière Compagnie le Zoute, qui lotit les terrains de la commune et en fait une cité balnéaire prisée. En 1952, il fonde le parc naturel du Zwin à Knokke, inspiré de la réserve naturelle de Slimbridge créée par Sir Peter Scott en 1946 en Angleterre. Léon Lippens s'engage à l'échelle nationale et internationale dans la gestion et la conservation de la nature. C'est la première réserve naturelle de Belgique. Elle est située à la frontière belgo-néerlandaise et fait 150 ha, dont 25 ha sur le territoire des Pays-Bas.
Il publie sur les oiseaux et les réserves naturelles, souvent en collaboration avec des photographes spécialisés. Il est fondateur et président de l'Association belge des réserves naturelles et ornithologiques et membre honoraire du World Wildlife Fund (WWF).

## Ouvrages
- Het Zoute, het Zwin, Bruges, nd
- Instantanés des animaux dans les Wildernis, Gand, 1938
- Instantanés Kivi. Photographies prises entre juin 1935 et juin 1936 dans le quartier du parc national Albert , s.d.
- Les Oiseaux d'eau de Belgique, Bruges, 1941
- Les Oiseaux en Belgique, Bruges, 1950
- Les oiseaux de Belgique, Bruges, 1954
- Atlas des oiseaux de Belgique et d'Europe occidentale, Tielt, Lannoo, 1972
- Les oiseaux du Zaïre, Tielt, Lannoo, 1976
- Oiseaux d'exception en Belgique et en Europe de l'Ouest : Première partie. Sauvagine, rapaces et échassiers diurnes, Tielt, Lannoo, 1986
- Les oiseaux du Zwin et de Knokke-Heist

## Hommage
- Médaille d'or du Conseil international de la préservation des oiseaux (1972)
- Ordre de l'Arche d'or du WWF (1974)